# Matt Suhey
Matt Suhey é um ex-jogador profissional de futebol americano estadunidense.

## Carreira
Matt Suhey foi campeão da temporada de 1985 da National Football League jogando pelo Chicago Bears.